# جويل هوفمان
جويل هوفمان هو عازف بيانو وملحن كندي، ولد في 1953.

## وصلات خارجية
- جويل هوفمان على موقع ميوزك برينز (الإنجليزية)